# ماتيتش كوتنيك
ماتيتش كوتنيك (بالسلوفينية: Matic Kotnik)‏ (23 يوليو 1990 بسلوفينج غرادتس في سلوفينيا - ) هو لاعب كرة قدم سلوفيني في مركز حراسة المرمى. لعب مع نادي تساليه وND Dravinja ‏ وNK Dravograd ‏.

## وصلات خارجية
- ماتيتش كوتنيك على موقع الاتحاد الأوربي (الإنجليزية)
- ماتيتش كوتنيك على موقع قاعدة بيانات كرة القدم.إي يو (الإنجليزية)
- ماتيتش كوتنيك على موقع Soccerway.com (الإنجليزية)